# Musée des Plans-reliefs
Musée des Plans-reliefs (Muzeum modelů) je muzeum v Paříži, které uchovává a vystavuje modely francouzských vojenských pevností. Nachází se v pařížské Invalidovně v 7. obvodu. Muzeum je členem Mezinárodní konfederace architektonických muzeí.

## Historie
Vznik sbírky inicioval v roce 1668 François Michel Le Tellier de Louvois, ministr války Ludvíka XIV. První model zaobrazoval pevnost Dunkerk a poté následovaly další. Modely v měřítku 1 stopa / 100 sáhů (zhruba 1:600) zachycovaly od roku 1680 daný stav pevností a měst. Podle soupisu pořízeného Vaubanem roku 1697, tvořilo sbírku umístěnou v palais des Tuileries 144 modelů představující 101 opevněných měst. Modelů vzniklých v době Ludvíka XIV. se dochovalo pouhých 30.
V roce 1700 byla sbírka přemístěna do paláce Louvre a roku 1774 do pařížské Invalidovny. Při stěhování bylo několik modelů zničeno, poškozené modely byly opraveny.
Za Velké francouzské revoluce byly modely v roce 1791 zkonfiskovány pro ministerstvo války. V roce 1794 vznikl model města Toulon jako památka na obléhání města Angličany roku 1793. Při té příležitosti byla sbírka na jeden měsíc poprvé zpřístupněna veřejnosti.
Nové modely vznikly za Napoleona. V roce 1814 během okupace Paříže spojeneckými oddíly po pádu Prvního císařství odvezli Prusové do Berlína 17 modelů představující místa na severu a východě Francie. Tyto byly pravděpodobně zničeny při bombardování města během druhé světové války. Do Francie se v roce 1948 vrátil pouze jediný nalezený model města Lille.
Několik modelů bylo zhotoveno v 19. století, ale v roce 1870 ministerstvo války rozhodlo, že způsoby vedení války na základě výstavby pevností je zastaralý. Sbírku převzala Vojenská geografická služba (Service géographique de l'armée) a dále se nerozšiřovala.
V letech 1668-1870 bylo vytvořeno asi 260 modelů představující 150 pevností, ale během doby jich značná část byla poničena.
Sbírka byla prohlášena v roce 1927 za historickou památku a samotné muzeum bylo otevřeno v roce 1943. Muzeum uchovává asi 100 modelů, z nichž je 28 vystaveno. 15 jeho modelů je umístěno v Muzeu krásných umění v Lille.